# Offerman (Geórgia)
Offerman é uma cidade localizada no estado americano de Geórgia, no Condado de Pierce.

## Demografia
Segundo o censo americano de 2000, a sua população era de 403 habitantes.
Em 2006, foi estimada uma população de 452, um aumento de 49 (12.2%).

## Geografia
De acordo com o United States Census Bureau tem uma área de 8,1 km², dos quais 8,1 km² cobertos por terra e 0,0 km² cobertos por água.

## Localidades na vizinhança
O diagrama seguinte representa as localidades num raio de 32 km ao redor de Offerman.